# 7-9-18 da Parigi un cadavere per Rocky
7-9-18 da Parigi un cadavere per Rocky (Des pissenlits par la racine) è un film del 1964 diretto da Georges Lautner, con Michel Serrault, Mireille Darc e Louis de Funès.

## Trama
Il film narra la caccia ad un biglietto vincente delle corse di cavalli, infatti il suo primo proprietario è stato ucciso da un rivale della ragazza.
Ed ora chi gli aveva consigliato la puntata vuole imbrogliarlo; infine vincerà la puntata un giovane musicista che s'innamorerà anche.